# Sedum liebmannianum
Sedum liebmannianum är en fetbladsväxtart som beskrevs av William Botting Hemsley. Sedum liebmannianum ingår i Fetknoppssläktet som ingår i familjen fetbladsväxter. Inga underarter finns listade i Catalogue of Life.

## Bildgalleri

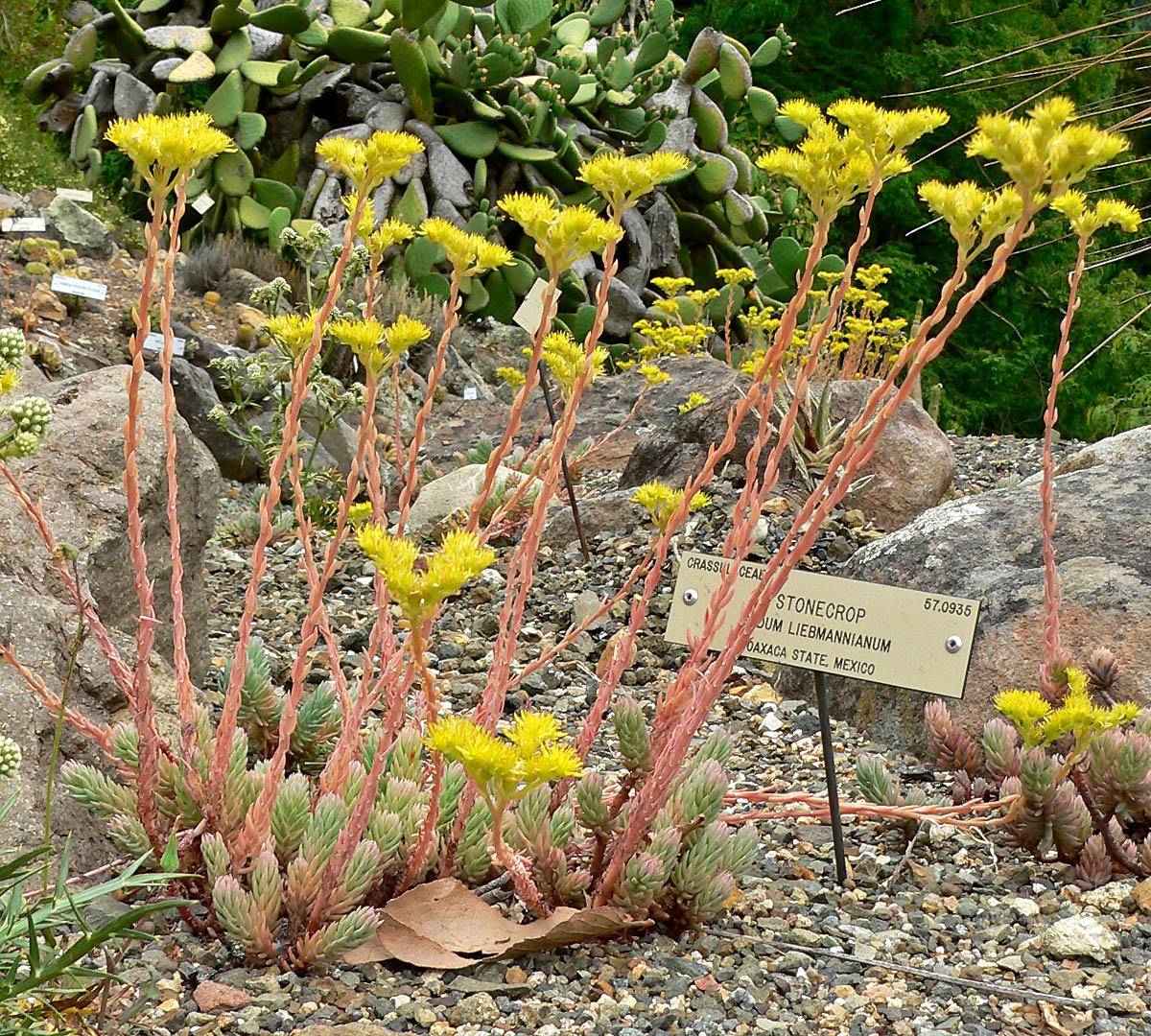
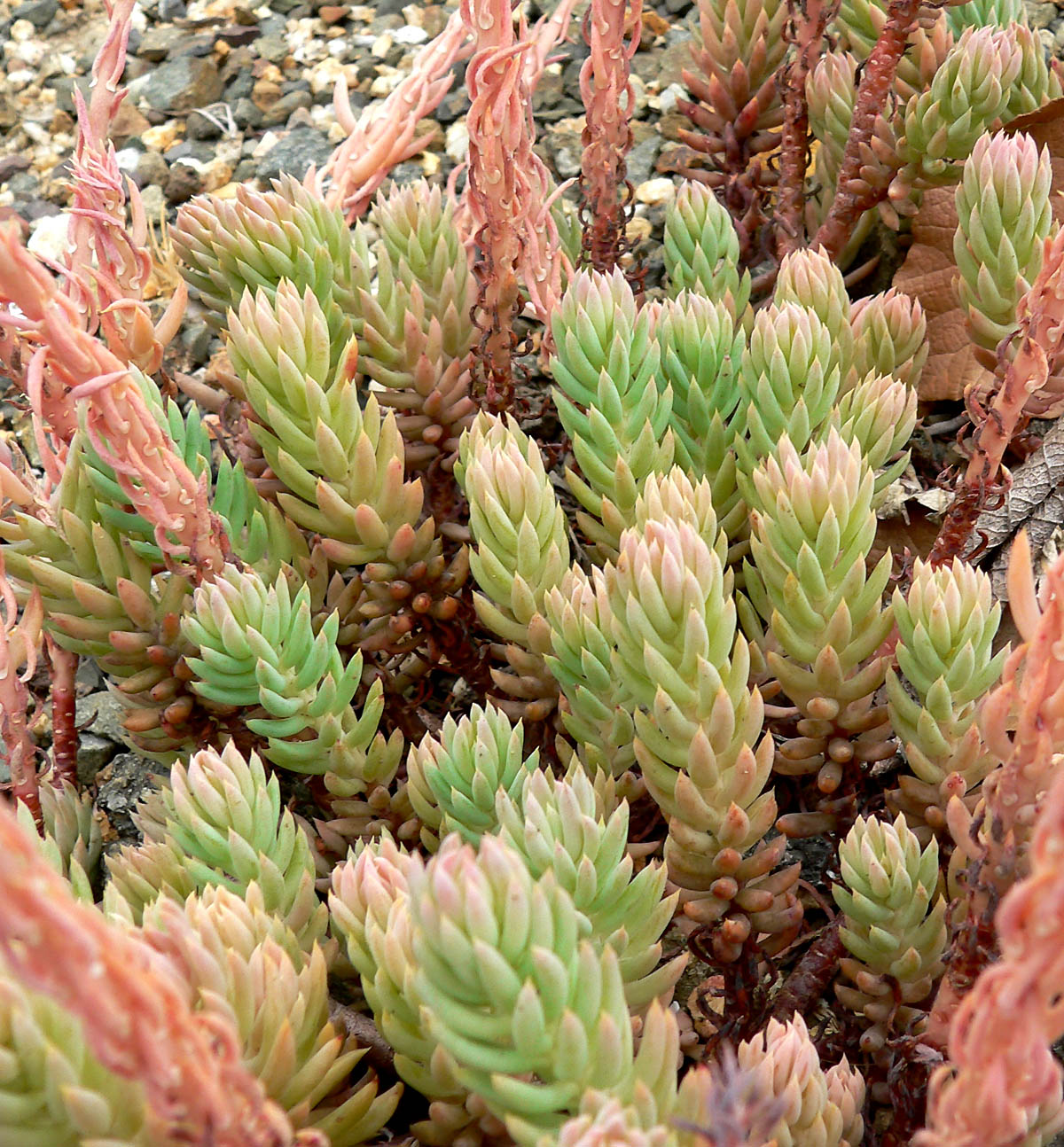
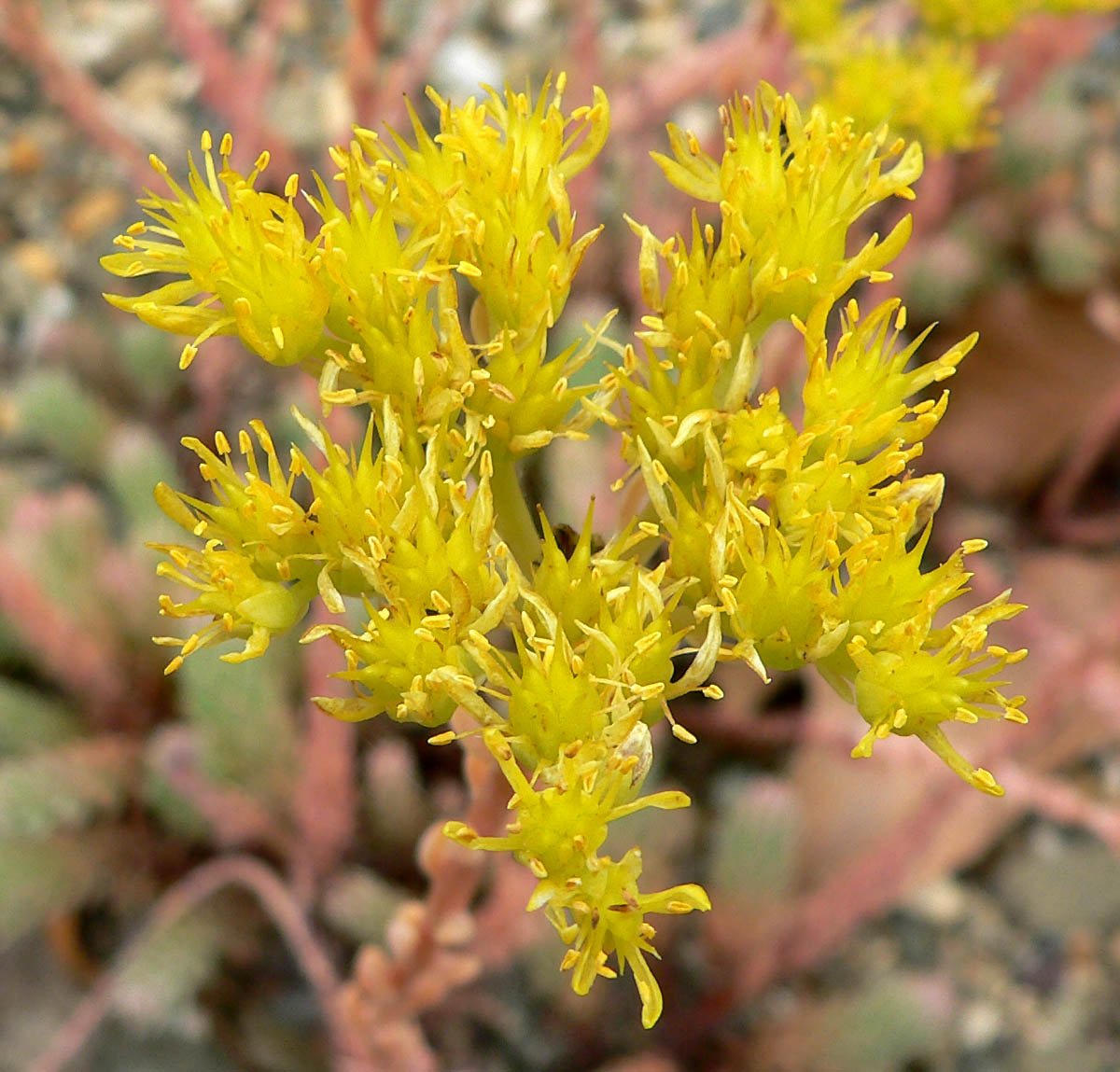
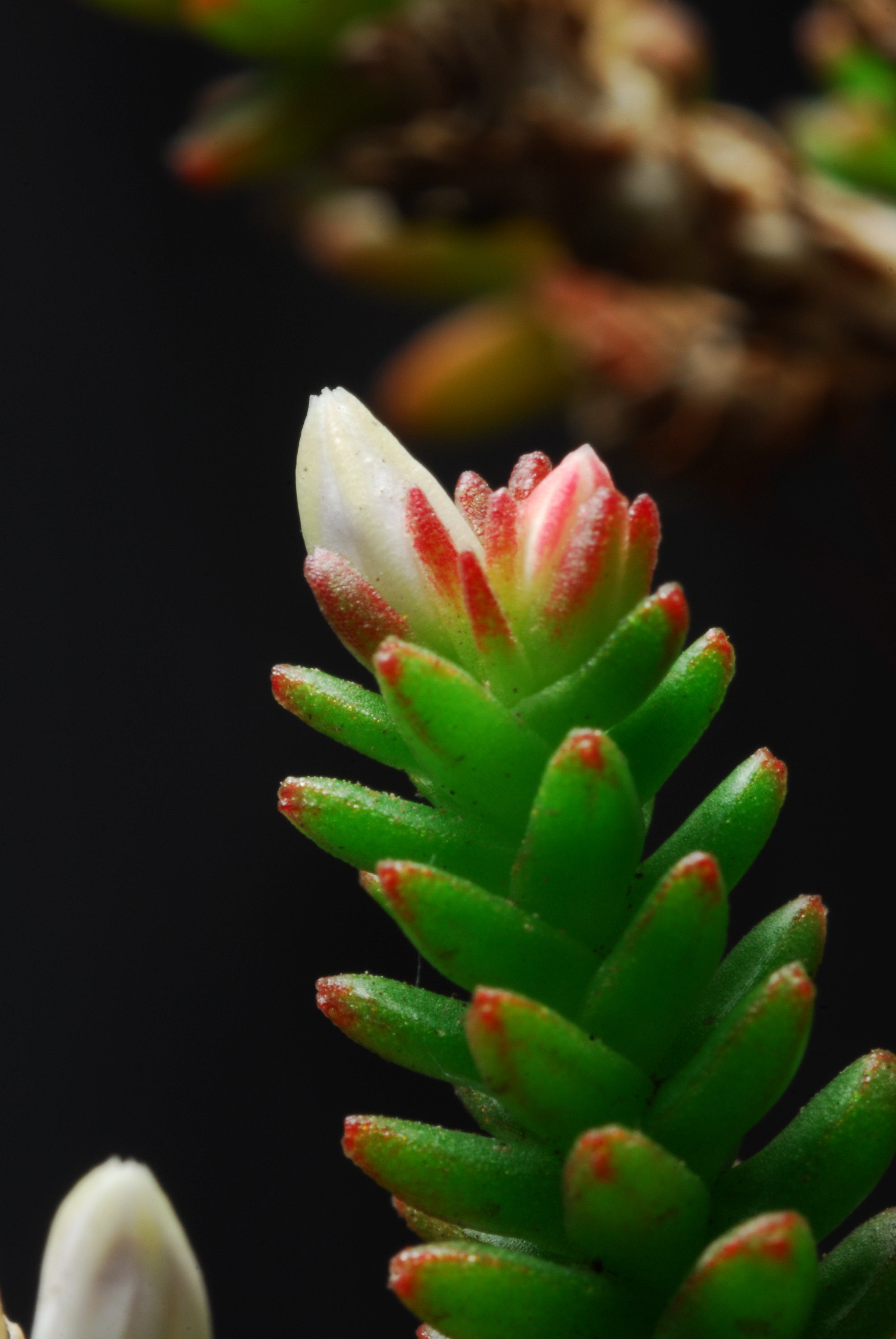
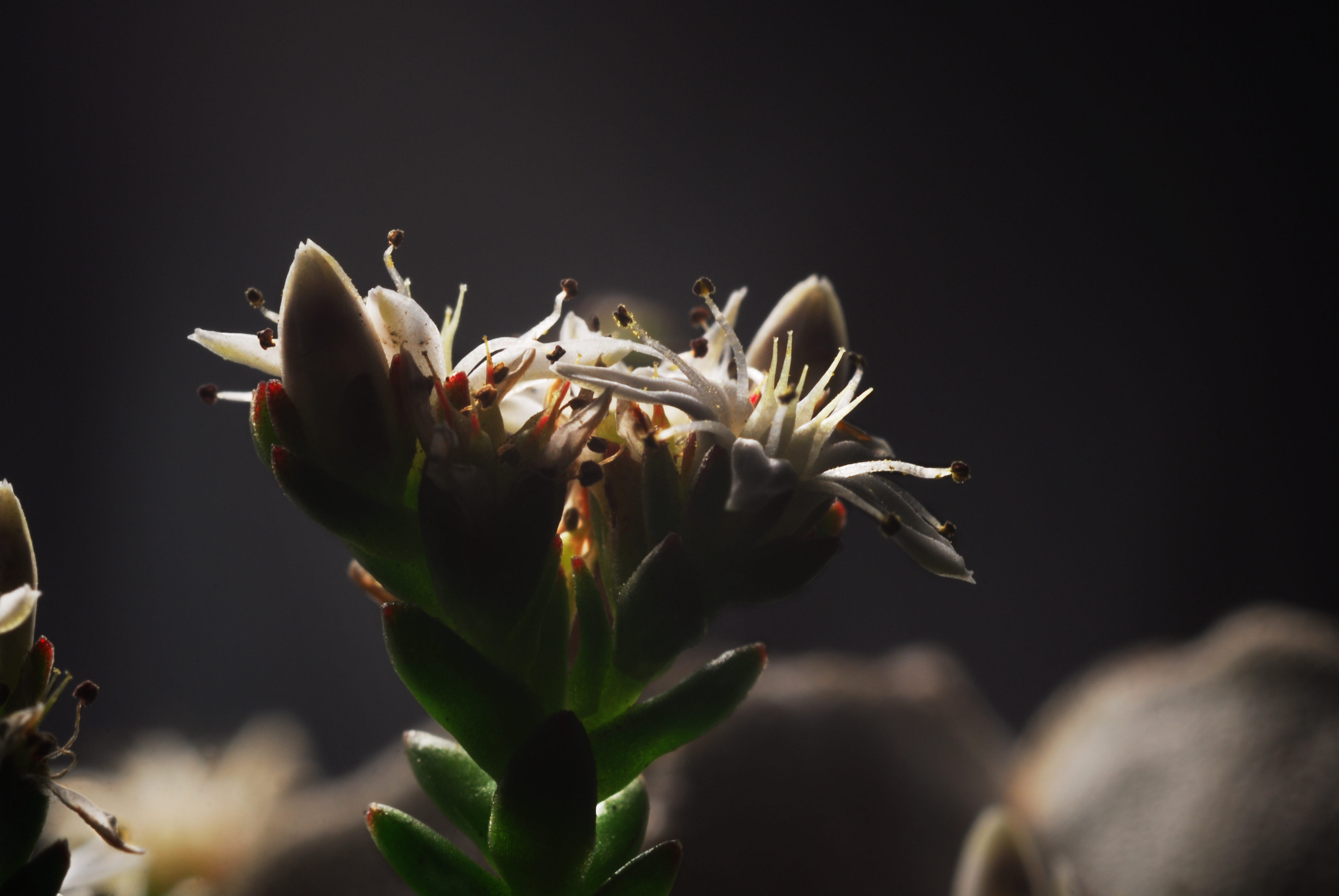
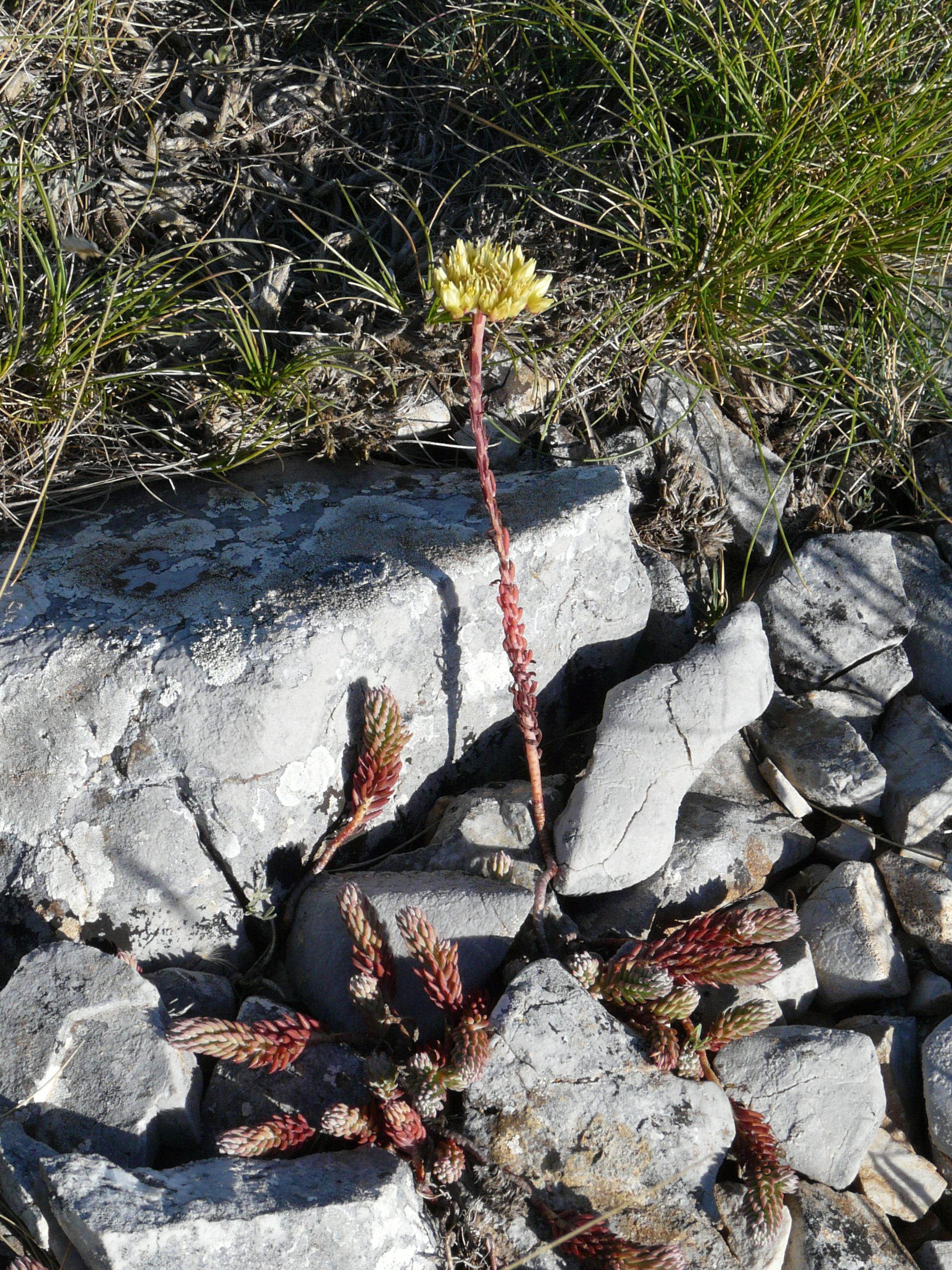